# Valkeisenlampi
Le Valkeisenlampi ou officiellement Valkeinen est un  étang entouré du parc Valkeisenpuisto au centre-ville de Kuopio en Finlande,.

## Description
L'étang Valkeisenlampi, d'une superficie de 9,8 hectares, est situé dans les quartiers de Niirala, Hatsala et d'Haapaniemi.
Le Valkeisenlampi est l'un des principaux paysages aquatiques du paysage urbain de Kuopio. 
Le parc Valkeisenpuisto est la frontière entre le centre-ville hipodammien et Etu-Niirala, où sont construits de nombreux immeubles d'habitation.
Sa rive orientale est dominée par l'école de Niirala et le théâtre municipal, à son sud se trouve l'église d'Alava.
Dans le parc sont érigés le buste d'Alexandre Pouchkine réalisé par Oleg Komov et la statue Kevät sculptée par Heikki Nieminen.

## Lieux et monuments

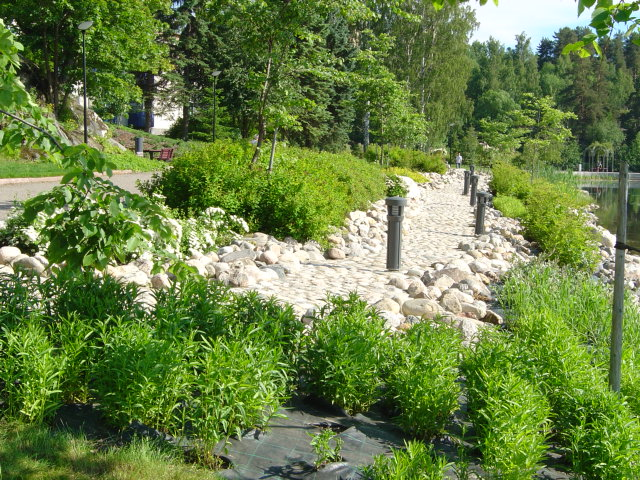
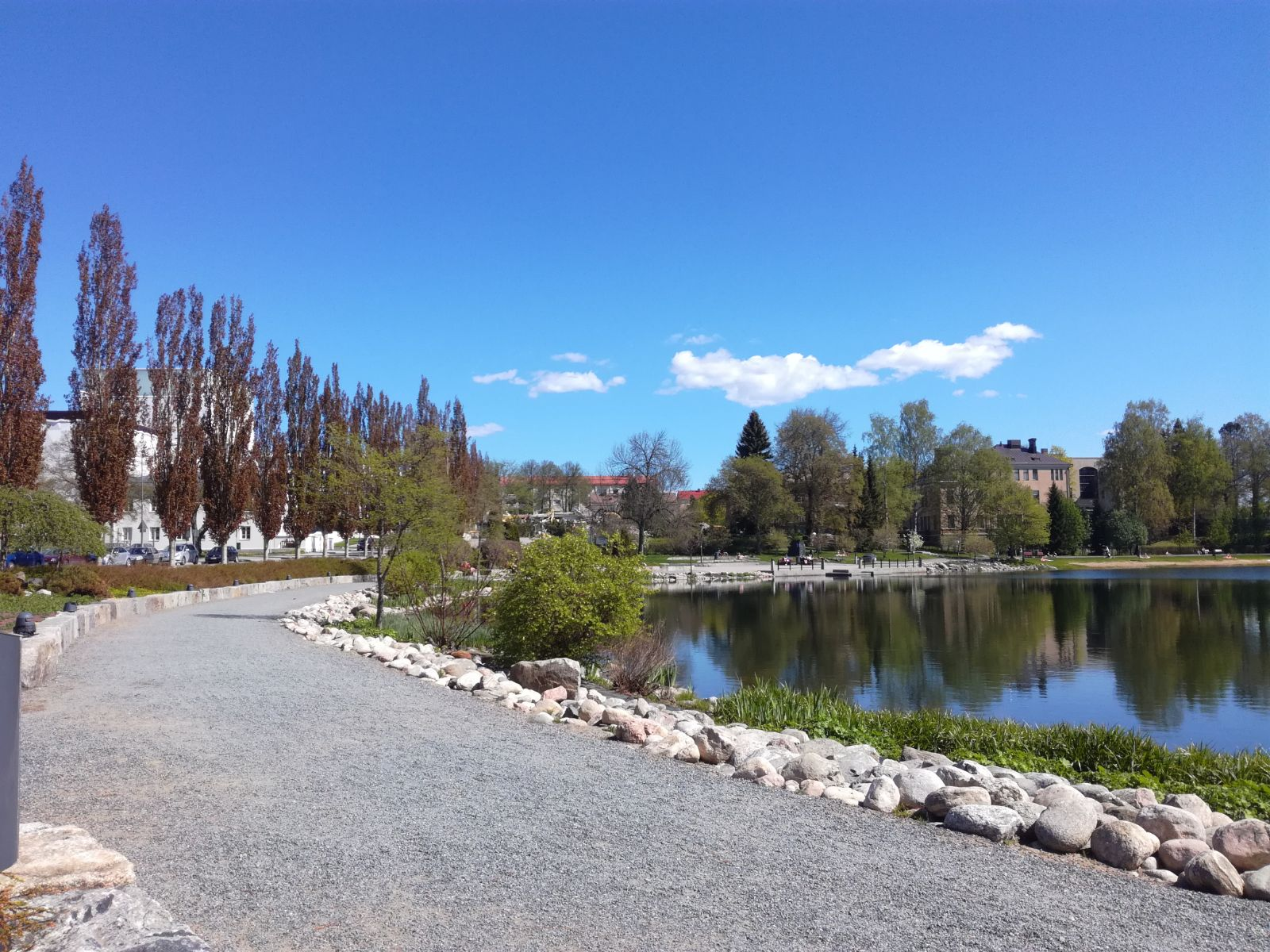
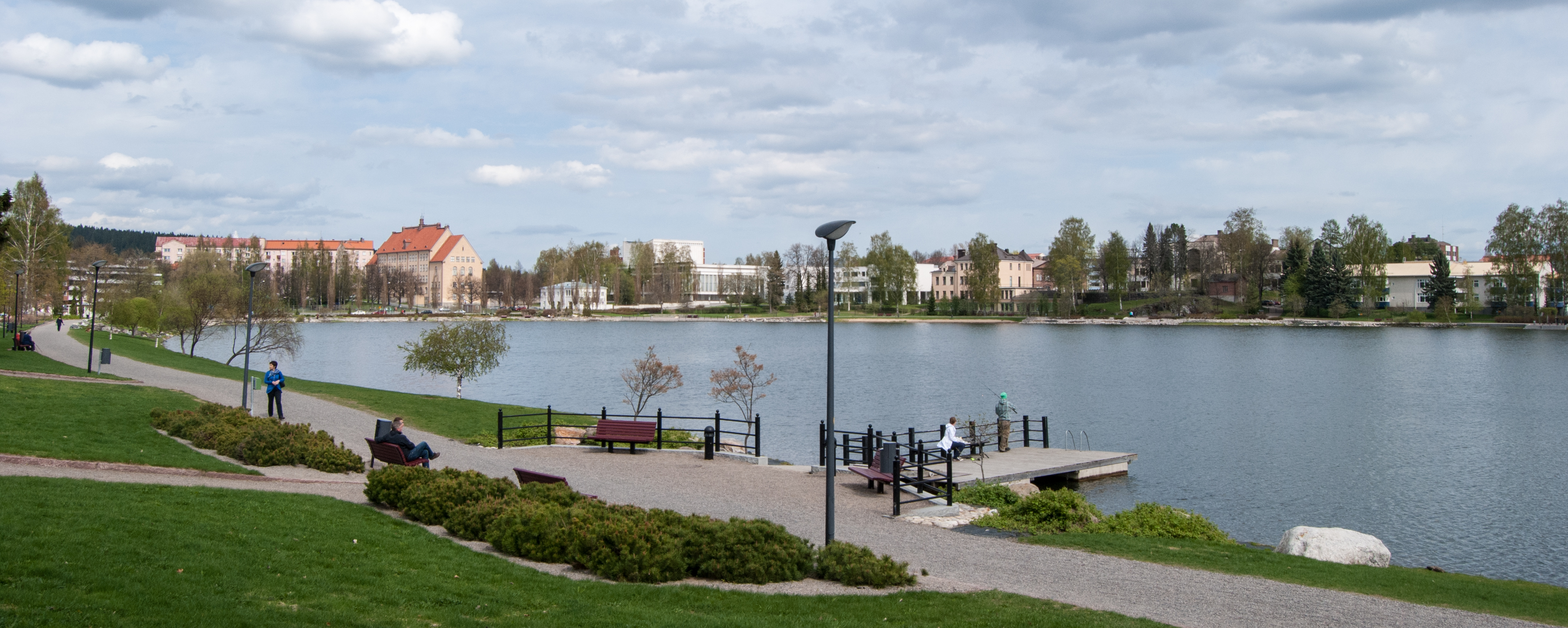
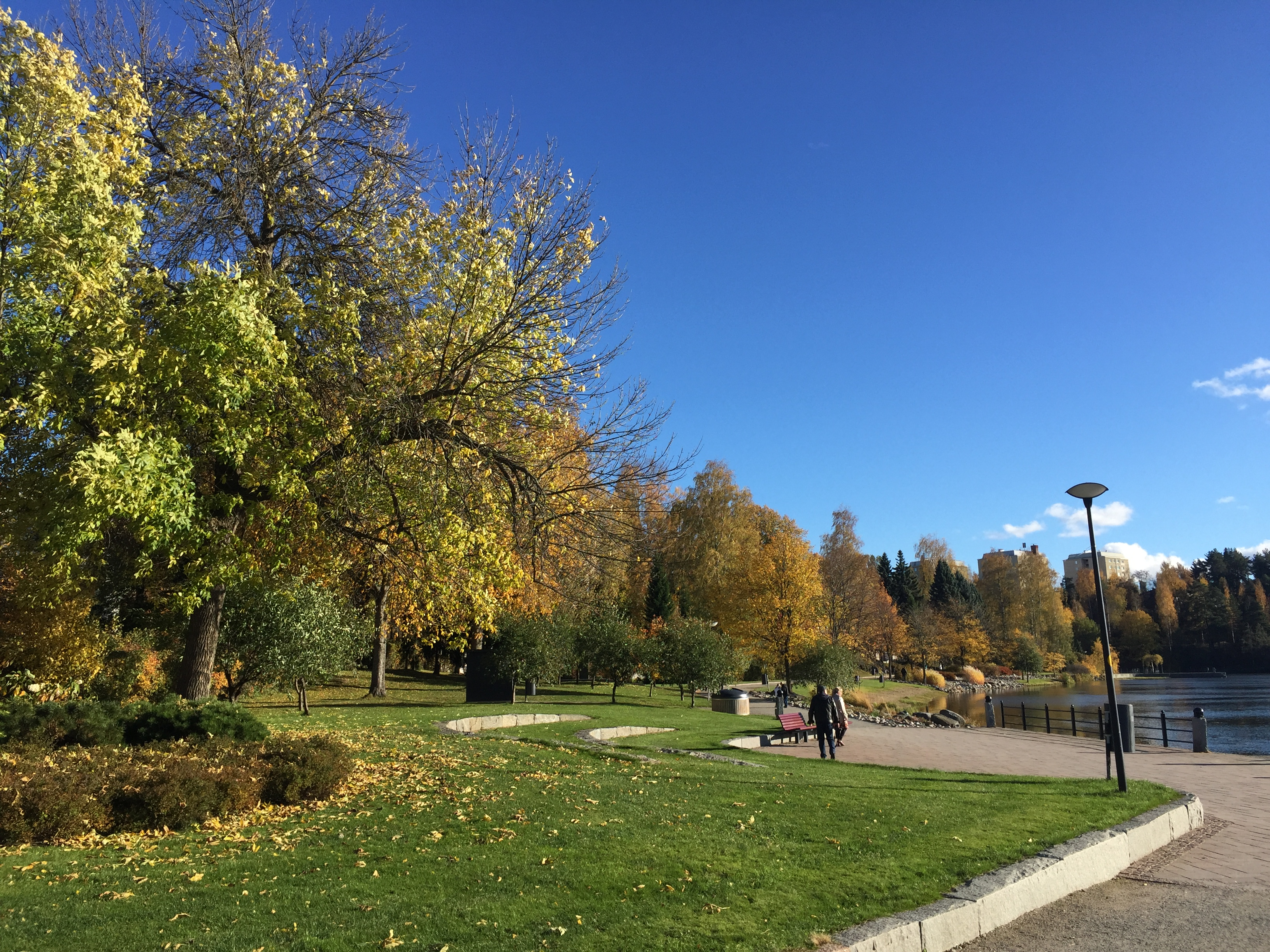
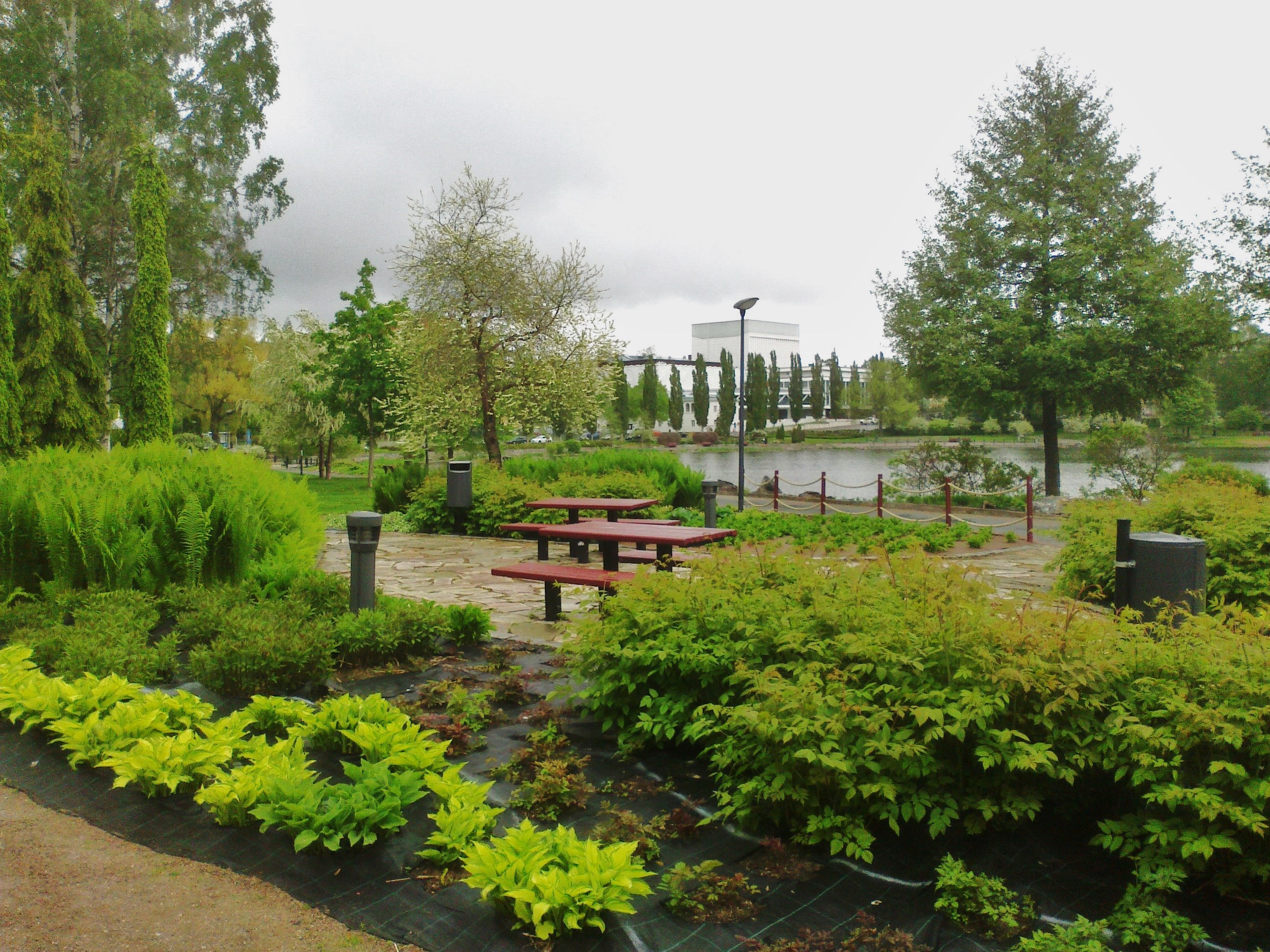